# Dara (cantante)
Dara (in bulgaro Дара?), pseudonimo di Darina Nikolaeva Jotova (in bulgaro Дарина Николаева Йотова?; Varna, 9 settembre 1998), è una cantante bulgara.

## Biografia
Originaria di Varna e diplomatasi presso la Nacionalno učilišče po izkustvata "Dobri Hristov" dell'eponima città, Dara è salita alla ribalta nel 2015 in seguito alla sua partecipazione alla versione bulgara di X Factor, dove è giunta in finale, classificandosi 3ª. Ha in seguito firmato un contratto discografico con la Virginia Records, trovando successo commerciale nazionalmente con la hit K"vo ne ču, il brano bulgaro più trasmesso nelle radio bulgare del 2016, che le ha valso cinque nomination ai Godišni muzikalni nagradi na BG Radio, e con il singolo Nedej, che è divenuto il suo primo ingresso nella top ten bulgara dopo aver raggiunto l'8ª posizione. Ha inoltre partecipato al festival MTV Presents: Varna Beach, presentato da MTV Europe, nel luglio 2017.
Nel 2018 ha ricevuto ulteriori quattro candidature nell'ambito dei Godišni muzikalni nagradi na BG Radio, i principali premi musicali della Bulgaria, vincendone una come Miglior artista femminile. L'artista è stata confermata partecipante di MTV Presents: Varna Beach per un secondo anno consecutivo. I pezzi Vse na men e My Time, in collaborazione con Monoir, si sono fermati rispettivamente al 9º e al 4º posto della hit parade nazionale.
L'anno successivo è stata candidata per altre due statuette ai Godišni muzikalni nagradi na BG Radio. Darbie si è classificato 7º in Bulgaria, mentre Ella ella si è posizionata di una posizione più in alto.
Tra febbraio e aprile 2020 è stata concorrente a Kato dve kapki voda, dove è stata dichiarata vincitrice dell'ottava stagione della versione bulgara del format Tu cara me suena. Qualche mese più tardi ha visto il suo miglior posizionamento di allora nella classifica nazionale grazie al picco di 3 di Aj aj, per poi mettere in commercio Cold as Ice, la sua settima top ten e la terza hit all'interno dei primi cinque posti. La popolarità riscontrata nel corso dell'anno le ha conferito tre nomination ai Godišni muzikalni nagradi na BG Radio.
Thunder, uscito nel 2021, è diventato il successo più grande della cantante in madrepatria, totalizzando undici settimane di fila in testa alla hit parade. A giugno dello stesso anno ha conseguito il ruolo di coach a Glasăt na Bălgarija, in onda su bTV, rulo ricoperto anche nelle tre edizioni successive. Ai Godišni muzikalni nagradi na BG Radio l'artista si è esibita, contendendosi due categorie nella serata.
Nel marzo 2022 viene annunciata la pubblicazione dell'album in studio di debutto Rodena takava, contenente i brani pubblicati durante i primi sei anni di carriera, e nel maggio viene candidata per tre Godišni muzikalni nagradi na BG Radio; alla gala Thunder ha finito per vincere il premio al miglior video musicale. Rodena takava è stato il disco di una donna più venduto durante l'anno secondo la Bulgarian Association of Music Producers (7º in generale).
Nel maggio 2025 si è portata a casa il premio BG Radio all'artista femminile.

## Discografia

### Album in studio
- 2022 – Rodena takava

### Singoli
- 2016 – K"vo ne ču/Onto You
- 2017 – Rodena takava
- 2017 – Njama da si trăgneš s drug (con Plamen & Ivo e Pavell & Venci Venc')
- 2017 – Nedej
- 2018 – Vse na men
- 2019 – BTW (Bye, Bye) (con Livin R e Noisy)
- 2019 – Sosa maže (con Virgo)
- 2019 – Darbie
- 2019 – Hotel 5 zvezdi (con Pavell & Venci Venc')
- 2019 – Ella ella
- 2020 – Aj aj/Fire
- 2020 – Mamacita
- 2021 – Cold as Ice
- 2021 – Thunder
- 2022 – Call Me (con Matteo)
- 2022 – Mr. Rover
- 2023 – Veče njama kak (con Ljubo Kirov)
- 2023 – Boginja
- 2023 – In My Head
- 2023 – Zaminavam
- 2023 – Njama da mi lipsvaš (con Bobo)
- 2024 – Samo moj
- 2024 – Zimija (con Venci Venc')
- 2024 – Kradec na mečti
- 2025 – Ništo poveče
- 2025 – Barbie & Ken (con Virgo)

### Collaborazioni
- 2018 – Sreštu men (Pavell & Venci Venc' feat. Dara)
- 2018 – My Time (Monoir feat. Dara)

## Tournée
- 2025 – Dara Tour